# Het Lombardenhuys (Aldestraat)

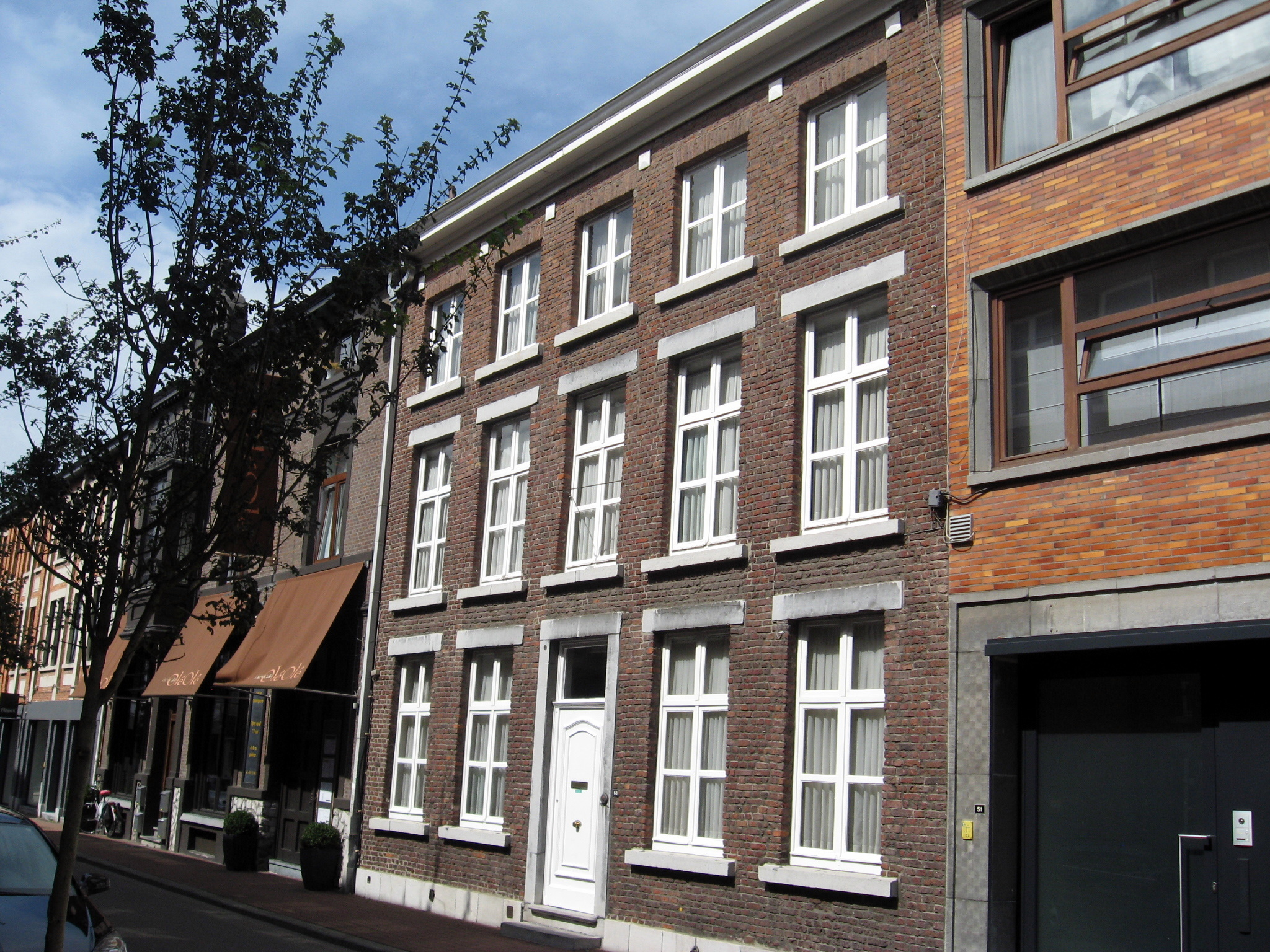
Lombardenhuys

Het Lombardenhuys is een huis aan de Aldestraat 53 te Hasselt.
In 1451 werd het huis vermeld als woning van de broeders Lombarden, die overigens niets met de Italianen van dezelfde naam in de Kapelstraat te maken hadden. In de eerste helft van de 19e eeuw werd het huis in neoclassicistische stijl verbouwd.